# Marco Pascolo
Marco Pascolo (Sion, 1966. május 9. –) svájci válogatott labdarúgókapus.
A svájci válogatott tagjaként részt vett az 1994-es világbajnokságon és az 1996-os Európa-bajnokságon.

## Sikerei, díjai
Neuchâtel Xamax
- Svájci szuperkupa (1): 1990

Servette
- Svájci bajnok (1): 1993–94

FC Zürich
- Svájci kupa (1): 1999–2000